# Сельское поселение «Село Дворцы»
Се́льское поселе́ние «Село Дворцы» — муниципальное образование в Дзержинском районе Калужской области Российской Федерации.
Административный центр — село Дворцы.

## История
Статус и границы сельского поселения установлены Законом Калужской области от 28 декабря 2004 года № 7-ОЗ «Об установлении границ муниципальных образований, расположенных на территории административно-территориальных единиц „Бабынинский район“, „Боровский район“, „Дзержинский район“, „Жиздринский район“, „Жуковский район“, „Износковский район“, „Козельский район“, „Малоярославецкий район“, „Мосальский район“, „Ферзиковский район“, „Хвастовичский район“, „Город Калуга“, „Город Обнинск“, и наделении их статусом городского поселения, сельского поселения, городского округа, муниципального района».

## Население
| 2010  | 2012  | 2013  | 2014  | 2015  | 2016  | 2017  |
| ----- | ----- | ----- | ----- | ----- | ----- | ----- |
| 1746  | ↘1702 | ↘1651 | ↘1553 | ↘1520 | ↘1492 | ↘1490 |
| 2018  | 2019  | 2020  | 2021  |       |       |       |
| ↗1548 | ↗1679 | ↗1704 | ↗2082 |       |       |       |

## Состав сельского поселения
| №  | Населённый пункт | Тип населённого пункта       | Население |
| -- | ---------------- | ---------------------------- | --------- |
| 1  | Дворцы           | село, административный центр | ↗1089     |
| 2  | Железцово        | деревня                      | ↘10       |
| 3  | Камельгино       | деревня                      | ↗110      |
| 4  | Колышево         | деревня                      | ↘6        |
| 5  | Куровское        | деревня                      | ↗118      |
| 6  | Новоскаковское   | деревня                      | ↗196      |
| 7  | Обухово          | деревня                      | ↗133      |
| 8  | Осеньево         | деревня                      | ↗19       |
| 9  | Староскаковское  | деревня                      | ↘37       |
| 10 | Тучнево          | деревня                      | ↗11       |
| 11 | Учхоз            | село                         | ↗17       |